# Reyḩāneh
Reyḩāneh (persiska: ریحانه) är en ort i Iran.   Den ligger i provinsen Khuzestan, i den centrala delen av landet, 600 km söder om huvudstaden Teheran. Reyḩāneh ligger 18 meter över havet och antalet invånare är 368.
Terrängen runt Reyḩāneh är mycket platt. Runt Reyḩāneh är det ganska tätbefolkat, med 58 invånare per kvadratkilometer. Närmaste större samhälle är Rāmshīr, 14,6 km nordost om Reyḩāneh. Trakten runt Reyḩāneh är ofruktbar med lite eller ingen växtlighet.